# Koppl (kraj związkowy Salzburg)
Koppl – gmina w Austrii, w kraju związkowym Salzburg, w powiecie Salzburg-Umgebung. Według Austriackiego Urzędu Statystycznego liczyła 3343 mieszkańców (1 stycznia 2015).

## Współpraca
Miejscowość partnerska:
- Zirndorf, Niemcy